# Louvemont
Pour l’article homonyme, voir Louvemont-Côte-du-Poivre.
Louvemont est une commune française située dans le département de la Haute-Marne, en région Grand Est.
Ses habitants sont appelés les Louvemontais.

## Toponymie
Le nom de la localité est attesté sous les formes Luponis Mons (vers 991) ; Lupi Mons (1114) ; Lupponis Mons (1152) ; Lovemont (1184) ; Louvemont (1231) ; Loupvemont (1482).

Il s'agit d'une formation toponymique médiévale en -mont au sens d'« élévation, colline ». Son nom proviendrait du latin Lupus Mons qui désigne la colline sur laquelle se trouve le village et où sévirent des loups. La commune est drainée par la Blaise. Le nom de la rivière viendrait aussi du mot loup en celtique bleiz et désigne des lieux où l'on trouvait ces animaux.
 
La localité tirerait son nom de deux mots latins, Lupentii mons, par suite d'un voyage effectué par saint Louvent (avec les moines du Der), obligé, par la nuit, de camper en ces lieux.

## Géographie
Louvemont est située dans l'arrondissement de Saint-Dizier et dans le canton de Wassy, à 15 km de Saint-Dizier et à 7 km de Wassy.
Sa superficie est de 20,98 km2.
Il se compose essentiellement de maisons particulières.
Louvemont se situe sur la Blaise, petite rivière se jetant dans la Marne.
|                                  | Allichamps  | Humbécourt |
| Éclaron-Braucourt-Sainte-Livière | Louvemont   | Attancourt |
| Frampas                          | Voillecomte | Wassy      |

### Hydrographie
La commune est dans la région hydrographique « la Seine de sa source au confluent de l'Oise (exclu) » au sein du bassin Seine-Normandie. Elle est drainée par la Blaise, le ruisseau des Fabriques, divers bras de la Blaise, le canal d'Alimentation Par la Blaise du Barrage Réservoir Marne, le canal de Saint-Dizier à Wassy (canal désaffecté), le cours d'eau 01 de la Prévoté, le cours d'eau 01 du Bois du Haras, le cours d'eau 01 du Prévôt, le cours d'eau 02 de l'Étang du Chenil, le cours d'eau 07 de la commune d'Eclaron-Braucourt-Sainte-Livière, le cours d'eau 12 de la commune de Louvemont, le cours d'eau 13 de la commune de Louvemont, le Fossé 01 de l'Étang de Jay, le Fossé 01 de l'Étang du Chenil, le Fossé 03 de la commune de Louvemont, la Fosse 15 de la commune de Louvemont, le ruisseau de la Brie, le ruisseau de la Piquette, le ruisseau des Fabriques et,.
La Blaise, d'une longueur de 86 km, prend sa source dans la commune de Gillancourt et se jette  dans la Marne à Isle-sur-Marne, après avoir traversé 34 communes. Les caractéristiques hydrologiques de la Blaise sont données par la station hydrologique située sur la commune de Wassy. Le débit moyen mensuel est de 4,82 m3/s. Le débit moyen journalier maximum est de 53,5 m3/s, atteint lors de la crue du 16 juillet 2021. Le débit instantané maximal est quant à lui de 62,8 m3/s, atteint le 15 juillet 2021.

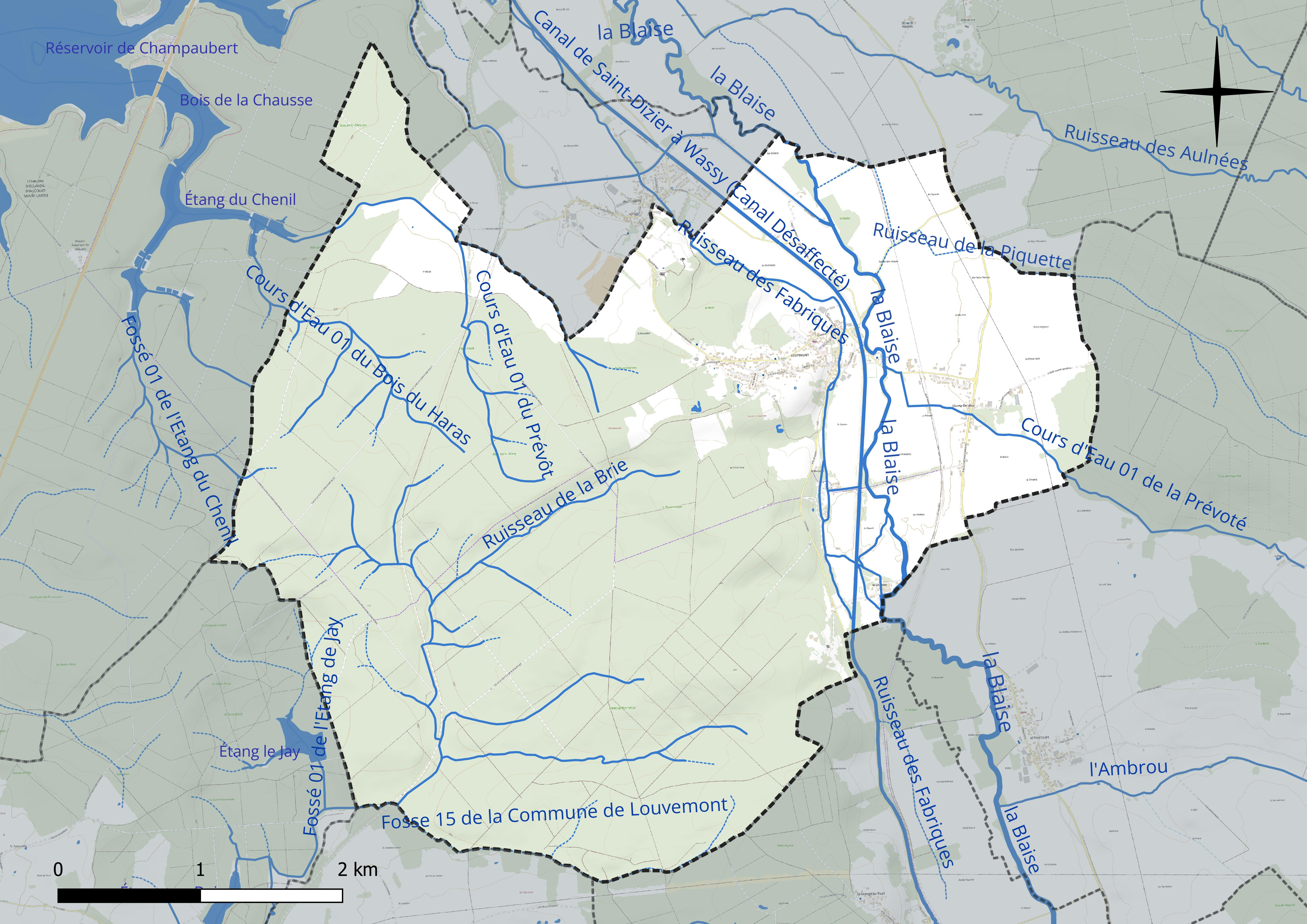
Réseau hydrographique de Louvemont.

### Climat
Pour des articles plus généraux, voir Climat du Grand Est et Climat de la Haute-Marne.
En 2010, le climat de la commune est de type climat des marges montargnardes, selon une étude du Centre national de la recherche scientifique s'appuyant sur une série de données couvrant la période 1971-2000. En 2020, Météo-France publie une typologie des climats de la France métropolitaine dans laquelle la commune est exposée à un climat océanique altéré et est dans la région climatique  Lorraine, plateau de Langres, Morvan, caractérisée par un hiver rude (1,5 °C), des vents modérés et des brouillards fréquents en automne et hiver. 
Pour la période 1971-2000, la température annuelle moyenne est de 10,3 °C, avec une amplitude thermique annuelle de 15,8 °C. Le cumul annuel moyen de précipitations est de 895 mm, avec 13 jours de précipitations en janvier et 9,2 jours en juillet. Pour la période 1991-2020, la température moyenne annuelle observée sur la station météorologique de Météo-France la plus proche, « Saint-Dizier », sur la commune de Saint-Dizier à 10 km à vol d'oiseau, est de 11,6 °C et le cumul annuel moyen de précipitations est de 794,5 mm. 
La température maximale relevée sur cette station est de 41,4 °C, atteinte le 25 juillet 2019 ; la température minimale est de −22,5 °C, atteinte le 14 février 1956,,. 
Les paramètres climatiques de la commune ont été estimés pour le milieu du siècle (2041-2070) selon différents scénarios d'émission de gaz à effet de serre à partir des nouvelles projections climatiques de référence DRIAS-2020. Ils sont consultables sur un site dédié publié par Météo-France en novembre 2022.

## Urbanisme

### Typologie
Au 1er janvier 2024, Louvemont est catégorisée bourg rural, selon la nouvelle grille communale de densité à sept niveaux définie par l'Insee en 2022.
Elle est située hors unité urbaine. Par ailleurs la commune fait partie de l'aire d'attraction de Saint-Dizier, dont elle est une commune de la couronne,. Cette aire, qui regroupe 72 communes, est catégorisée dans les aires de 50 000 à moins de 200 000 habitants,.

### Occupation des sols
L'occupation des sols de la commune, telle qu'elle ressort de la base de données européenne d’occupation biophysique des sols Corine Land Cover (CLC), est marquée par l'importance des forêts et milieux semi-naturels (70 % en 2018), une proportion sensiblement équivalente à celle de 1990 (70,5 %). La répartition détaillée en 2018 est la suivante : 
forêts (67,6 %), terres arables (21,2 %), prairies (3,7 %), zones agricoles hétérogènes (3,4 %), milieux à végétation arbustive et/ou herbacée (2,4 %), zones urbanisées (1,7 %). L'évolution de l’occupation des sols de la commune et de ses infrastructures peut être observée sur les différentes représentations cartographiques du territoire : la carte de Cassini (XVIIIe siècle), la carte d'état-major (1820-1866) et les cartes ou photos aériennes de l'IGN pour la période actuelle (1950 à aujourd'hui).

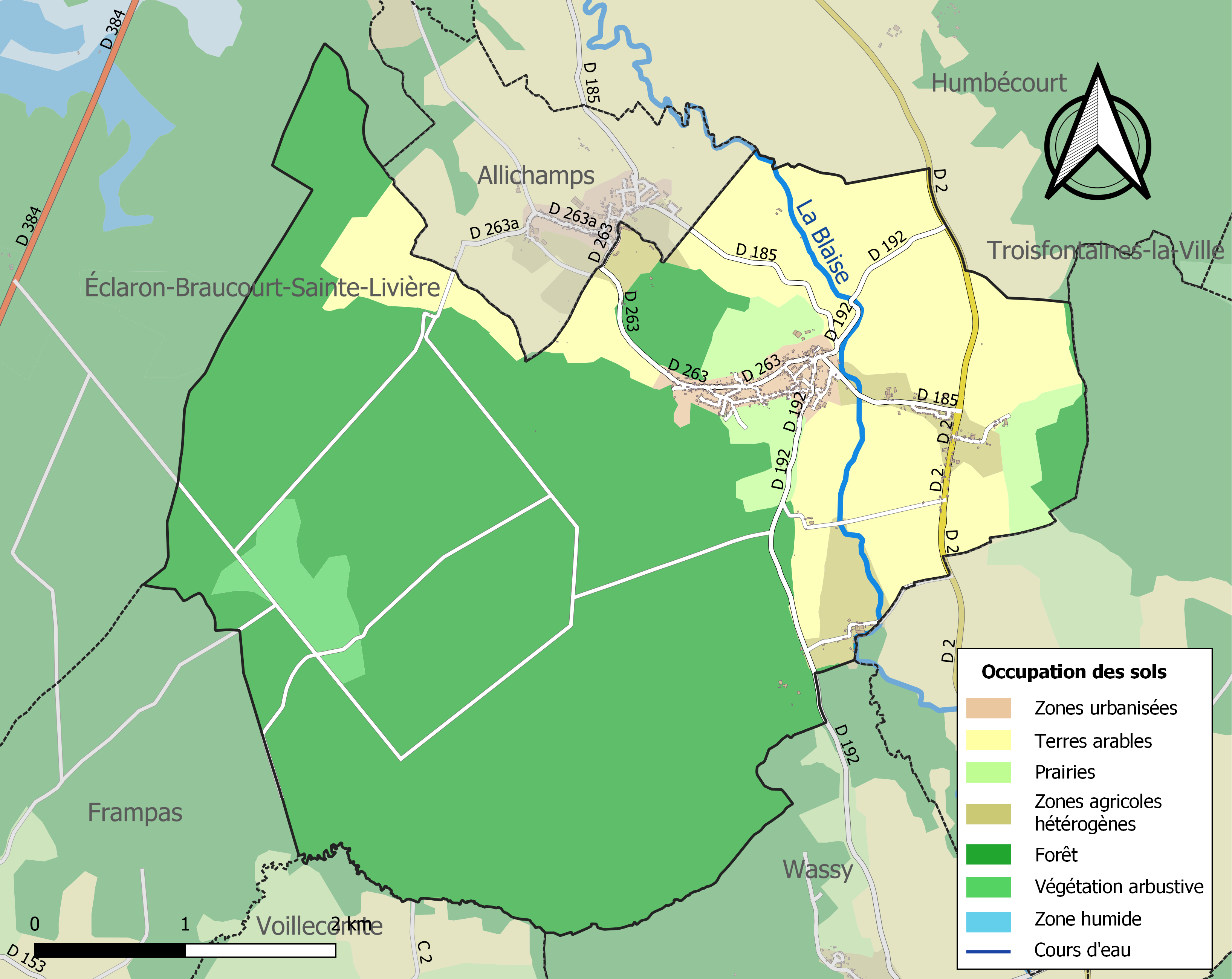
Carte des infrastructures et de l'occupation des sols de la commune en 2018 (CLC).

## Histoire
En 1659, Louvemont fait partie de la guerre entre communes voisines avec Éclaron, Allichamps et Humbécourt, qui durera du 16 mai au 29 novembre. La cause de cette querelle étant la délimitation de la Blaise[réf. nécessaire].
Louvemont était un haut lieu de la fonte d'art au XIXe siècle.

## Politique et administration
La commune est administrée par un conseil municipal de 15 membres.
Le maire actuel est M. Jacques Delmotte.
| Période                                  | Période   | Identité         | Étiquette | Qualité |
| ---------------------------------------- | --------- | ---------------- | --------- | ------- |
| 1983                                     | mars 2008 | Yvan Martinot    | DVG       |         |
| mars 2008                                | En cours  | Jacques Delmotte |           |         |
| Les données manquantes sont à compléter. |           |                  |           |         |

Louvemont est dotée d'une école primaire et maternelle, le groupe scolaire Pierre Niederberger.

## Population et société

### Démographie

#### Évolution démographique
L'évolution du nombre d'habitants est connue à travers les recensements de la population effectués dans la commune depuis 1793. Pour les communes de moins de 10 000 habitants, une enquête de recensement portant sur toute la population est réalisée tous les cinq ans, les populations de référence des années intermédiaires étant quant à elles estimées par interpolation ou extrapolation. Pour la commune, le premier recensement exhaustif entrant dans le cadre du nouveau dispositif a été réalisé en 2005.

En 2022, la commune comptait 697 habitants, en évolution de −1,13 % par rapport à 2016 (Haute-Marne : −4,62 %, France hors Mayotte : +2,11 %).
| 1793 | 1800 | 1806 | 1821 | 1831 | 1836 | 1841 | 1846 | 1851 |
| ---- | ---- | ---- | ---- | ---- | ---- | ---- | ---- | ---- |
| 691  | 659  | 683  | 784  | 904  | 962  | 993  | 943  | 877  |

| 1856 | 1861 | 1866 | 1872  | 1876 | 1881  | 1886 | 1891 | 1896 |
| ---- | ---- | ---- | ----- | ---- | ----- | ---- | ---- | ---- |
| 923  | 958  | 958  | 1 001 | 978  | 1 038 | 858  | 842  | 801  |

| 1901 | 1906 | 1911 | 1921 | 1926 | 1931 | 1936 | 1946 | 1954 |
| ---- | ---- | ---- | ---- | ---- | ---- | ---- | ---- | ---- |
| 724  | 778  | 715  | 620  | 570  | 579  | 566  | 534  | 701  |

| 1962 | 1968 | 1975 | 1982 | 1990 | 1999 | 2005 | 2006 | 2010 |
| ---- | ---- | ---- | ---- | ---- | ---- | ---- | ---- | ---- |
| 662  | 616  | 555  | 670  | 737  | 742  | 762  | 779  | 739  |

| 2015 | 2020 | 2022 | - | - | - | - | - | - |
| ---- | ---- | ---- | - | - | - | - | - | - |
| 710  | 694  | 697  | - | - | - | - | - | - |

## Lieux et monuments
Village possédant 3 fleurs au Concours des villes et villages fleuris.
Dans le village :
- Lavoir-musée ;
- Musée des pompiers ;
- Mare pédagogique de la Côte Boisseau ;
- Pont-levis ;
- Église Saint-Sulpice.

À proximité :
- Lac du Der-Chantecoq ;
- Forêt domaniale du Der.

## Personnalités liées à la commune
- Jean Danelle-Bernardin, ancien maire et homme politique mort dans la commune en 1916.

## Héraldique
| Blason de Louvemont | Blason  | "Coupé vouté d'azur au loup passant d'argent, et d'or à 3 fasces ondées abaissées d'azur, surmontées d'une enclume de sable accostée de 2 feuilles de chêne de sinople, celle à dextre posée en bande, celle à senestre posée en barre". Ornements extérieurs : Gerbes de blé d'or, banderole au nom de la commune et à 3 fleurs du concours des villes et villages fleuris. |
| Blason de Louvemont | Détails | Armes parlantes. Adopté par le Conseil Municipal en 2022 |